# Oskar Danon
Oskar Danon (Sarajevo, 17. veljače 1913. – Beograd, 18. prosinca 2009.) je bio bosanskohercegovački skladatelj i dirigent židovskog podrijetla. Studirao je u tadašnjoj Kraljevini Jugoslaviji i Pragu gdje je diplomirao je dirigiranje i kompoziciju na Praškom državnom konzervatoriju i doktorirao filozofiju na Karlovom univerzitetu u Pragu. Kao dirigent radio je u Sarajevu a poslije Drugog svjetskog rata postaje direktorom Beogradske opere (1944. – 1965.) i glavni dirigent Slovenske filharmonije (1970. – 1974.). Bio je i dirigent u Beogradskoj filharmoniji i Simfonijskom orkestru Radio Zagreba. S tim orkestrima je kasnije nastupao diljem Jugoslavije i po Europi (Pariz, Wiesbaden, Firenca...). Bio je profesor na Beogradskoj glazbenoj akademiji. Bio je član i bivši predsjednik Udruženja muzičkih umetnika Srbije (UMUS-a). Za člana ANUBiH (Akademija nauka i umjetnosti BiH) izabran je 2008. godine.